# Beroe (figlia di Adone)
Beroe (in greco antico: Βερόη?, Beróē) è un personaggio della mitologia greca, fondatrice di Berea, in Tracia. Figlia di Afrodite e di Adone, era sorella di Golgo e di Priapo.
La città libanese di Beirut prende il nome da Beroe.

## Mitologia
Alla nascita di Beroe, Ermes fece da ostetrica ed assistette nella consegna di Beroe alla vergine Astrea (la signora della giustizia). Questa prese la bambina infante per nutrirla al proprio seno, dicendo parole di legge e lavandola con acqua sacra.
Beroe crebbe e diventando bellissima e fu corteggiata da Dioniso e Poseidone; sposò quest'ultimo ed Eros il dio dell'amore scoccò due frecce al cuore di Poseidone. 

Beroe era infinitamente bella anche senza indossare ornamenti o trucco, non era vanesia e nemmeno aveva bisogno di guardarsi allo specchio.
Beroe era una donna mortale, ma spesso la sua bellezza era paragonata a quella delle divinità.